# Панино (Кузьмищенское сельское поселение)
Панино — деревня в Костромском районе Костромской области. Входит в состав Кузьмищенского сельского поселения.

## Этимология
Название происходит от имени Пантелеймон.

## География
Находится в юго-западной части Костромской области на расстоянии приблизительно 19 км на север-северо-восток по прямой от железнодорожной станции Кострома-Новая.

## История
Известно, что в 1810 году здесь была построена Ильинская церковь (ныне в руинированном состоянии). В 1872 году в селе было учтено 11 дворов, в 1907 году — 17. Позднее статус села был утерян.

## Население
Постоянное население составляло 65 человек (1872 год), 95 (1897), 73 (1907), 1 в 2002 году (русские 100 %), 9 в 2022.